# Air: Zrození legendy
Air: Zrození legendy (v anglickém originále Air) je americký film z roku 2023. Vypráví o okolnostech vzniku basketbalových bot Air Jordan v roce 1984. Sportovní značce Nike, jejíž basketbalová divize skomírala, se tehdy podařilo uzavřít obchodní spolupráci s jedním z nejlepších basketbalistů na světě, Michaelem Jordanem. Ten však stál teprve na prahu své sportovní kariéry a v NBA byl teprve nováčkem.
Film režíroval Ben Affleck, který v něm zároveň hraje. Pro Afflecka a představitele hlavní role Matta Damona jde o první film jejich společného filmového studia Artists Equity, které založili s cílem pomáhat mladým tvůrcům k prosazení v éře televizního streamování.

## Obsazení
| Matt Damon          | Sonny Vaccaro   |
| Ben Affleck         | Phil Knight     |
| Jason Bateman       | Rob Strasser    |
| Marlon Wayans       | George Raveling |
| Chris Messina       | David Falk      |
| Chris Tucker        | Howard White    |
| Viola Davis         | Deloris Jordan  |
| Damian Delano Young | Michael Jordan  |